# Terremoto de La Capilla de 2022
El terremoto de La Capilla fue un sismo que ocurrió el 12 de julio de 2022 a las 18:36 (hora local) con una magnitud de 5.5 (según USGS) en la escala de magnitud de momento a una profundidad de 24 km que su epicentro fue a 3 km al suroeste de La Capilla, en la provincia de General Sánchez Cerro, en el departamento de Moquegua con una intensidad máxima de VII (Muy fuerte) en la escala de Mercalli.

## Duración
Según Jorge Benavides, director encargado del Indeci en la región sureña del Perú, indicó que duró entre 10 y 12 segundos (en la ciudad de Moquegua).

## Intensidad en las urbes cercanas
Se sintió de VII (Muy fuerte) en La Capilla; de VI (Fuerte) en Puquina; de V (Moderado) en Coalaque, Omate, Pocsi, Yarabamba, Arequipa y Moquegua; de IV (Ligero) en Tacna; de III (Débil) en Puno y Arica.

## Heridos
Hubo 3 heridos leves que son adultos que ya fueron dados de alta.

## Daños

### Impacto en la infraestructura hogareña
En la infraestructura hubo 20 viviendas inhabitables y 555 casas afectadas en total, informó Rolando Capucho Cárdenas, coordinador del Centro de Operaciones de Emergencia Nacional (COEN) y Capucho señaló que  solamente en el distrito de La Capilla tuvo 255 viviendas dañadas de las 555 afectadas en total.

### En las autopistas
Hubo 1,900 m de carreteras dañadas, informó Rolando Capucho Cárdenas.

### Afectados y damnificados
Hubo 85 damnificados y 1813 afectados en total. Capucho señaló que solamente en La Capilla hay 900 personas afectadas.

## Réplicas
Hubo en total 22 réplicas desde el 12 de julio hasta el 14 de julio, la primera réplica fue el mismo día que ocurrió el sismo principal de magnitud 3.6 en la escala de Ritcher a 41 km al oeste de Omate, General Sánchez Cerro – Moquegua a las 19:04 (hora local) (según IGP), la última réplica fue el día 14 de julio de magnitud 3.5 en la escala de Richter a 20 km al sur de Arequipa, en la provincia de Arequipa, en el departamento de Arequipa. La más fuerte ocurrió el 13 de julio a las 04:13 (hora local) con una magnitud de 4.7 en la escala de Richter con una profundidad de 18 km a 37 km al oeste de Omate, en la provincia de General Sánchez Cerro, en el departamento de Moquegua con una intensidad de IV (Ligero)-V (Moderado) en la escala de Mercallli en Omate (según IGP). Debido a esto, los pobladores tuvieron que dormir en la plaza.